# Spring nicht
Spring nicht är en låt framförd av tyska bandet Tokio Hotel. Den första tyskspråkiga versionen släpptes som singel från Tokio Hotels andra musikalbum Zimmer 483 2007.
Låten översattes och spelades även in som "Don't Jump" (hoppa inte, samma betydelse som Spring nicht) och ingick på bandets första engelskspråkiga album Scream som släpptes 2008. ¨Den engelskspråkiga versionen har även den släppts som singel.

## Musikvideo
I musikvideon till både den tyskspråkiga och engelskspråkiga versionen av låten varvas bilder på bandet spelande i ett parkeringsgarage med scener på ett tak där sångaren Bill Kaulitz överväger självmord genom att hoppa.